# Huperzia aqualupiana
Huperzia aqualupiana là một loài thực vật có mạch trong Họ Thạch tùng. Loài này được (Spring) Rothm. mô tả khoa học đầu tiên năm 1944.